# Noorse schaakbond
De Norges Sjakkforbund of NSF (Noors voor Noorse Schaakbond) is de overkoepelende sportbond van de schaaksport in Noorwegen. De bond is aangesloten bij de Fédération Internationale des Échecs (FIDE), de internationale schaakbond en bij de Norsk Tankesportforbund (Noorse Denksportbond), de overkoepelende organisatie voor denksportbonden in Noorwegen.
De bond werd in 1914 opgericht en zetelt in de hoofdstad Oslo.

## Organisatie

### Centralbestuur
- voorzitter: Jøran Aulin-Jansson
- ondervoorzitter: Kristian Trygstad
- penningmeester: Harald Furnes
- secretaris-generaal: Liv Mette Harboe